# Willi Keller (Maler, 1942)

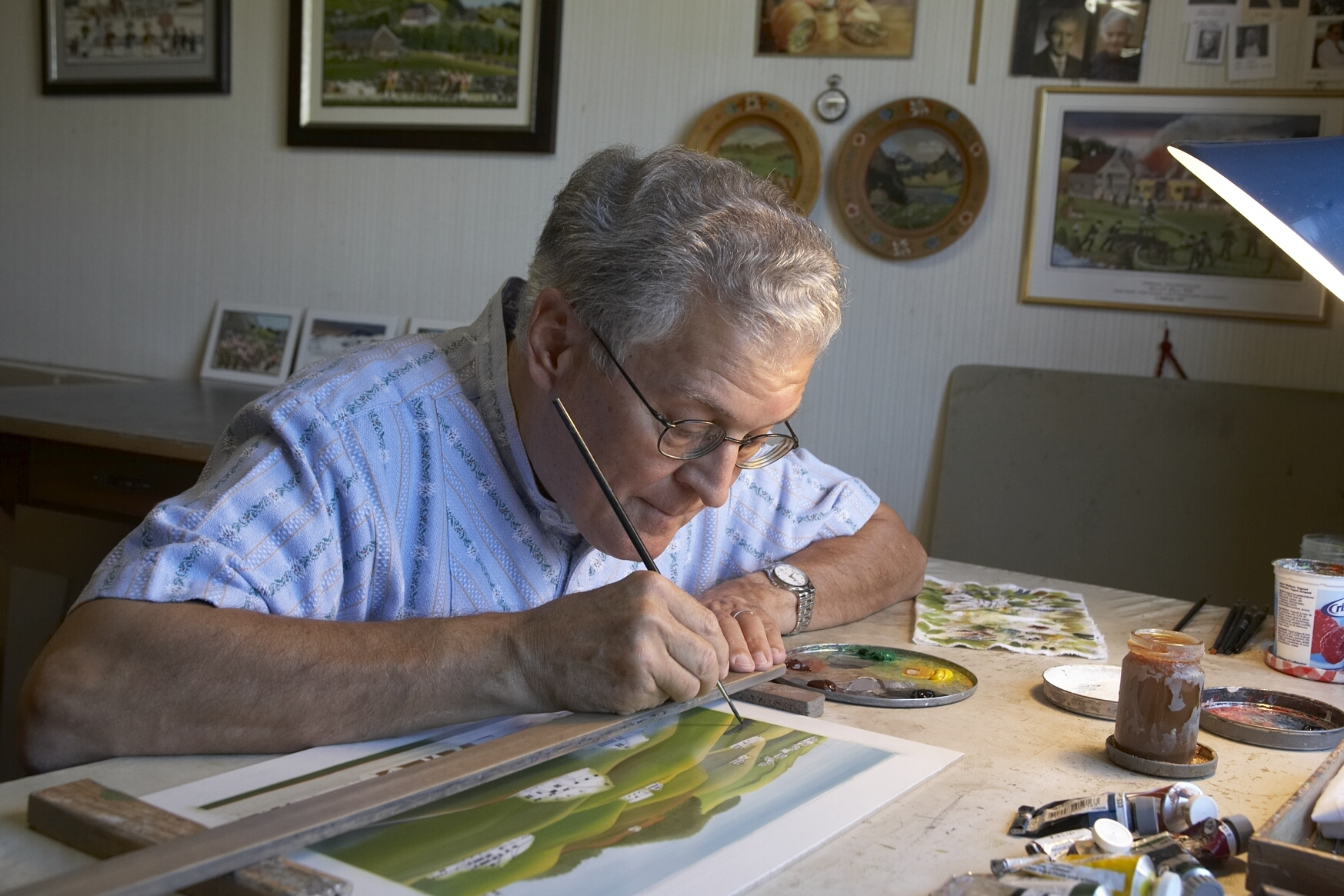
Willi Keller beim Malen 2007

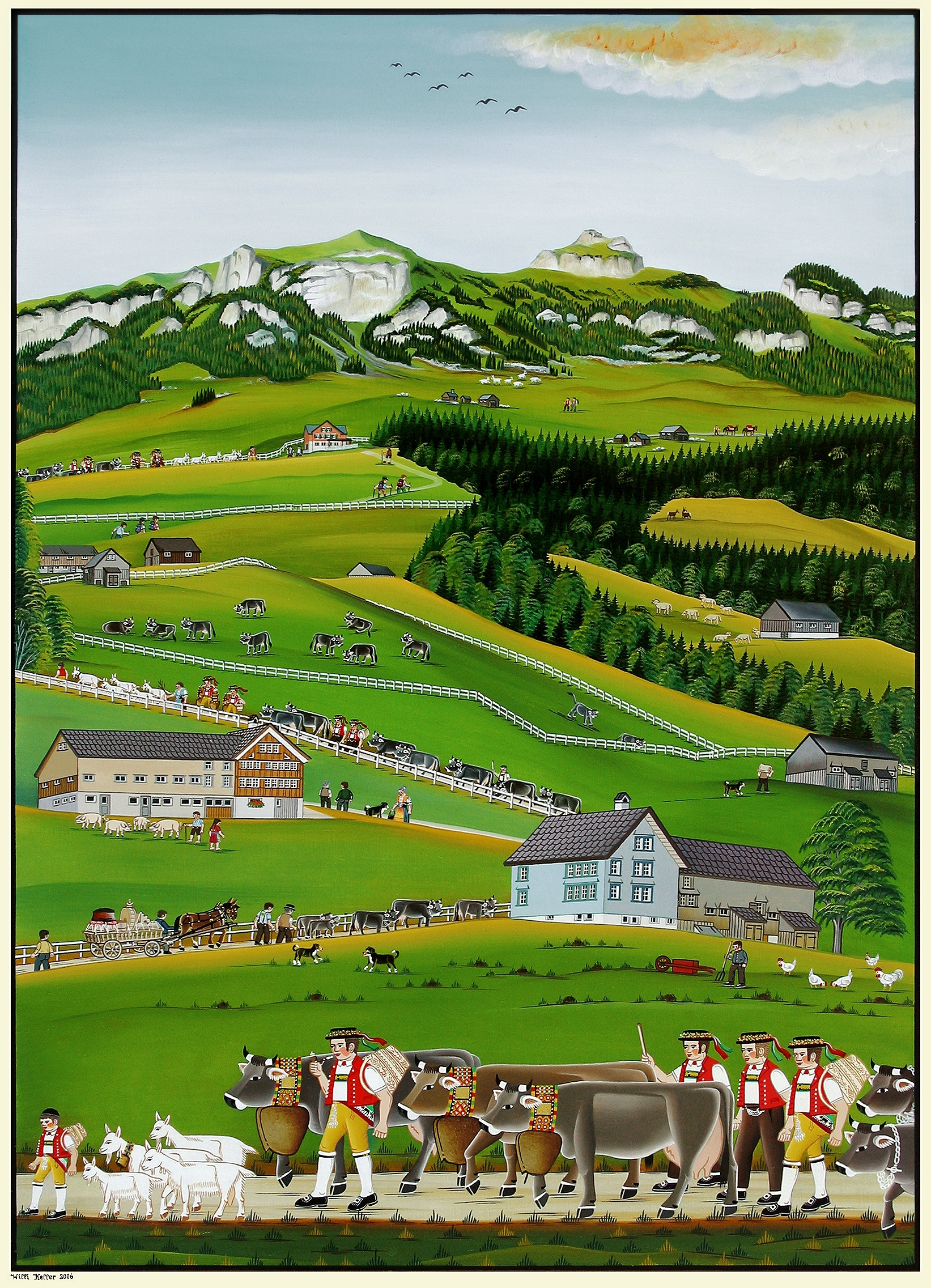
Alpfahrt (2006)

Willi Keller (* 5. Juli 1942 als Johann Wilhelm Keller in Appenzell; heimatberechtigt ebenda) ist ein Schweizer Bauernmaler aus dem Kanton Appenzell Innerrhoden. 2012 erhielt er den Innerrhoder Kulturpreis.

## Leben und Wirken
Willi Keller ist der Sohn des Malers Johann Baptist Keller und der Maria Antonia Schürpf. Er wuchs in Appenzell auf, wo er die obligatorische Schule besuchte. In dieser Zeit unterrichtete ihn der bekannte Bauernmaler Johann Baptist Zeller (1877–1959) in Zeichnen und Farbtechnik. Es folgte die Ausbildung zum Schreiner und die Tätigkeit in diesem Beruf. Die naive Malerei betrieb Willi Keller als Hobby. 1966 verehelichte er sich mit Erna Tanner. Der Verbindung entsprossen zwei Söhne.
Nach einer ersten erfolgreichen Einzelausstellung 1968 reifte der Entschluss, sich als Bauernmaler selbständig zu machen. 1971 eröffnete Willi Keller sein Atelier in Appenzell. Als typischer Vertreter der Appenzeller Bauernmalerei malt Keller traditionelle und harmonische Szenen aus dem Bauernalltag. Bekannt ist der Künstler auch für seine bemalten Sennenuhren sowie für die Gestaltung der Hauben von Silvesterchläusen. Zahlreiche Ausstellungen in Appenzell und in der Schweiz förderten die Bekanntheit des Werks von Willi Keller.
Von 1986 bis 1992 war Willi Keller Kommandant der Feuerwehr Appenzell. Es folgten neun Jahre als Mitglied der Feuerschaukommission Appenzell (verantwortlich für die technischen Dienste, das Feuerwehrwesen, die Ortsplanung sowie das Bauwesen im Kreis Appenzell). Für seine Tätigkeit als Bauernmaler wurde Willi Keller 2012 mit dem Innerrhoder Kulturpreis der kantonalen Stiftung Pro Innerrhoden ausgezeichnet.